# Relevé horizontal
En géométrie différentielle, il existe plusieurs notions différentes mais intimement reliées de relevé horizontal.
Généralement, il s'agit de relever une entité géométrique depuis la base d'un fibré principal à une entité géométrique sur le fibré principal.
Pour ce faire, il faut que le fibré principal en jeu soit muni d'une distribution horizontale ou encore, de manière équivalente, d'une 1-forme de connexion.

## Définition
Soient :
- {\displaystyle G}, un groupe de Lie ;
- {\displaystyle B}, une variété différentielle ;
- {\displaystyle \pi :P\to B}, un {\displaystyle G}-fibré principal sur {\displaystyle B} ;
- {\displaystyle A\in \Omega ^{1}(P;{\mathfrak {g}})}, une 1-forme de connexion sur {\displaystyle P} ;
- {\displaystyle H=\ker(A)}, la distribution horizontale.

Définition (relevé horizontal d'un vecteur)
Un relevé horizontal d'un vecteur tangent {\displaystyle v\in TB} est un vecteur {\displaystyle {\tilde {v}}\in TP} tel que :
{\displaystyle \pi _{*}({\tilde {v}})=v}
{\displaystyle A({\tilde {v}})=0}
- Remarque : le vecteur tangent {\displaystyle {\tilde {v}}} est horizontal en ce sens qu'il repose en la distribution horizontale {\displaystyle H}

Définition (relevé horizontal d'un champ vectoriel)
Le relevé horizontal d'un champ vectoriel {\displaystyle X\in {\mathfrak {X}}(B)} est le champ vectoriel {\displaystyle {\tilde {X}}\in {\mathfrak {X}}(P)} tel que :
{\displaystyle \pi _{*}({\tilde {X}})=X}
{\displaystyle A({\tilde {X}})=0}
- Remarque : le champ vectoriel {\displaystyle {\tilde {X}}} est horizontal en ce sens qu'il repose partout en la distribution horizontale {\displaystyle H}

Définition (relevé horizontal d'un chemin différentiable)
Un relevé horizontal d'une courbe différentiable {\displaystyle \gamma :[0,1]\to B} est une courbe {\displaystyle {\tilde {\gamma }}:[0,1]\to P} telle que pour tout {\displaystyle t\in [0,1]} on ait:
{\displaystyle \pi \circ {\tilde {\gamma }}(t)=\gamma (t)}
{\displaystyle A|_{{\tilde {\gamma }}(t)}({\dot {\tilde {\gamma }}}(t))=0}.
- Remarque : la courbe {\displaystyle {\tilde {\gamma }}} est horizontale en ce sens qu'elle est partout tangente à la distribution horizontale {\displaystyle H}.

Définition (relevé horizontal d'une sous-variété)
Soit {\displaystyle M\subset B} une sous-variété.
Supposons que la 2-forme de courbure {\displaystyle F_{A}\in \Omega ^{2}(B;\mathrm {Ad} P)} meurt sur {\displaystyle M}.
Alors, {\displaystyle M} se relève à une sous-variété horizontale en {\displaystyle P}.